# Coelioxys maculoides
Coelioxys maculoides là một loài Hymenoptera trong họ Megachilidae. Loài này được Pasteels mô tả khoa học năm 1968.